# إهمال (علم النفس)
في سياق تقديم الرعاية، يٌعد الإهمال (بالإنجليزية: Neglect)‏ شكلاً من أشكال الإساءة حين يفشل الشخص المسؤول عن رعاية شخص غير قادر على رعاية نفسه. ويمكن أن يكون هذا نتيجة الإهمال أو اللامبالاة أو عدم الرغبة أو سوء المعاملة.
قد يشمل الإهمال عدم توفير الإشراف الكافي أو التغذية أو الرعاية الطبية، أو عدم تلبية الاحتياجات الأخرى التي لا يستطيع الضحية توفيرها لنفسه. يطبق المصطلح أيضًا عندما تمنع الرعاية الضرورية من قبل المسؤولين عن توفيرها من الحيوانات والنباتات وحتى الأشياء غير الحية. يمكن أن يستمر الإهمال في حياة الطفل حيث يقع في العديد من الآثار الجانبية طويلة المدى، بما في ذلك الإصابات الجسدية، واضطراب الكرب التالي للصدمة المعقد، وتدني تقدير الذات، واضطرابات الانتباه، والسلوك العنيف، والموت.

## التعريف القانوني
في القانون الإنجليزي، يعتبر الإهمال مصطلحًا فنيًا، ومُطابقًا لتعبير "نقص الرعاية" (الذي أصبح الآن مهجورًا) ويختلف عن مفهوم الغفلة. وتتمثل مهمتها الوحيدة في تأهيل الحكم الصادر في تحقيق قضائي من خلال اكتشاف أنه كان عاملاً أسهم في الوفاة.

## عواقب الإهمال
ثمة العديد من أنواع الإهمال المختلفة ولكن لها جميعًا عواقب سواء كانت جسدية أو نفسية.

### إهمال الطفل
يمكن أن يؤثر الإهمال على الجسم جسديًا من خلال التأثير على نمو الطفل وصحته، مما يؤدي أحيانًا إلى مشاكل طبية مزمنة. يعاني الأطفال الذين يعانون من الإهمال في كثير من الأحيان من سوء التغذية، مما يتسبب في أنماط غير طبيعية للنمو. يمكن أن يؤدي عدم إعطاء العناصر الغذائية المناسبة في فترات نمو معينة إلى توقف النمو وعدم كفاية نمو العظام والعضلات. قد تتأثر أيضًا وظائف الدماغ،، بالإهمال. قد يؤدي ذلك إلى صعوبة فهم الاتجاهات أو سوء فهم العلاقات الاجتماعية أو عدم القدرة على إكمال المهام الأكاديمية دون مساعدة. يمكن أن يعاني الأطفال أو البالغين المهملون من إصابات جسدية مثل الكسور أو الحروق الشديدة التي لا تُعالج، أو العدوى والقمل وغيرها من علامات نقص الرعاية. هناك العديد من الآثار الجسدية التي يمكن أن يحدثها الإهمال على الشخص.
لا يترتب على الإهمال مشاكل جسدية فحسب، بل له أيضًا تأثير على الصعيد النفسي للشخص، بدءًا من سوء العلاقات بين الأقران وصولاً إلى السلوك العدواني. وليس فقط يتأثر السلوك، بل يتأثر أيضًا النظرة التي ينظر بها الشخص إلى نفسه، مما يمكن أن يؤدي إلى انخفاض تقدير الذات وشعور بعدم الرغبة في الشخص. ويكون الإهمال أكثر خطورة عند الأطفال الأصغر سنًا فيما يتعلق بالعواقب النفسية. يمكن أن يؤدي الانفصال الوالدي إلى إضرار بتطور الطفل في التماسالروابط العاطفية والارتباط بالوالدين ممما يؤدي إلى تشكل توقعات لدى الطفل مماثلة عندما يكبر (مما يزيد من دورة الإساءة). يمكن أن يؤدي قلة توافر الوالدين إلى صعوبات في حل المشكلات والتعامل مع المواقف العصيبة والعلاقات الاجتماعية. تظهر الدراسات التي أجريت على الأطفال المهملين مستويات عالية من الاكتئاب واليأس، ومحاولات انتحار أعلى.
تُطلق على آثار الإهمال على تطور الطفل مصطلح "الحرمان"، وهو عبارة عن عدم توفر المدخلات البيئية اللازمة للتطور. وفي هذا السياق، يظهر التباين في كثير من الأحيان بين الحرمان والتهديد، أي الخبرات التي تنطوي على الضرر أو التهديد بالضرر.

## مقالات ذات صلة
- إهمال الأطفال
- أساءة للأطفال
- إساءة معاملة المسنين
- إهمال
- سلوك سلبي عدواني
- إهمال الذات